# جایزه بزرگ کانادا
جایزه بزرگ کانادا (به انگلیسی: ‎Canadian Grand Prix‎) (فرانسوی: Grand Prix du Canada) یک گراند پری از سری مسابقات قهرمانی جهان فرمول یک است که از سال ۱۹۶۱ تاکنون در پیست ژیل ویلنوو واقع در مونترآل، کانادا برگزار می‌شود. پرافتخارترین راننده در این گراند پری میشائیل شوماخر و لوئیز همیلتون هستند که در مجموع ۷ بار پیروز این مسابقه شده‌است. همچنین در میان سازندگان نیز فراری با ۱۴ بار پیروزی در این گراند پری، تاکنون پرافتخارترین سازنده در کانادا بوده‌است.